# Sporting Club Fivois
Lo Sporting Club Fivois, meglio noto come SC Fives, era una società calcistica francese con sede a Fives, un quartiere di Lilla. Fondata nel 1901, ottenne lo status professionistico nel 1932 e fu una delle 20 partecipanti della prima edizione della Division 1, in cui militò dal 1932 al 1939. Nel 1944 scomparve del tutto, fondendosi con la sezione calcistica dell'Olympique Lillois e dando vita allo Stade Lillois (l'odierna LOSC Lille) su ordine del regime di Vichy che teorizzava l’unità dei tifosi comunali sull’esempio dell’unità nazionale.
Nella sua breve vita, il Fives è stato vicecampione di Francia nella stagione 1933-1934 e finalista della Coppa di Francia nella stagione 1940-1941.

## Palmarès

### Altri piazzamenti
- Campionato francese:

Secondo posto: 1933-1934
- Coppa di Francia:

Finalista: 1940-1941

## Record

### Individuali
- Miglior marcatore in Division 1: Norbert Van Caeneghem (45 gol)